# Руководство Армянской ССР
Формально высшим законодательным органом Армянской ССР в 1920—1938 годах был Съезд Советов, а с 1938 года — однопалатный Верховный Совет, депутаты которого избирались на 4 года (с 1979 года — на 5 лет). Однако фактически с момента установления в Армении Советской власти в 1920 году и вплоть до перестройки власть находилась в руках Коммунистической партии Армении в составе КПСС. Конституция 1937 года объявила Компартию «руководящим ядром всех организаций трудящихся», а Конституция 1978 года закрепила её «руководящую и направляющую роль». Высшим органом Компартии Армении был Центральный Комитет (ЦК), и Первый секретарь ЦК КП Армении был фактическим лидером республики в 1920—1990 годах. Кроме выборов 1990 года, все кандидаты в депутаты Верховного Совета подлежали обязательному одобрению руководством Компартии Армении, выдвижение альтернативных кандидатов не допускалось. Верховный Совет не был постоянно действующим органом, его депутаты собирались на сессии продолжительностью в несколько дней 2—3 раза в год. Для ведения повседневной административной работы Верховный Совет избирал постоянно действующий Президиум, номинально выполнявший функции коллективного главы республики.
Ситуация изменилась в 1990 году, когда статья Конституции о руководящей роли Компартии была отменена и было разрешено выдвижение альтернативных кандидатов в депутаты. На выборах Верховного совета в июле 1990 года победу одержало оппозиционное Армянское общенациональное движение, после чего власть Компартии в Армении закончилась. 23 августа 1990 года Верховный Совет Армянской ССР принял Декларацию о независимости Армении. Армянская ССР была преобразована в независимую Республику Армения. В декабре 1991 года, с подписанием Беловежского соглашения о роспуске СССР, Армения была признана международным сообществом как независимое государство.

## Лидеры Армянской ССР
| Портрет | Имя                          | Начало правления | Окончание правления | Должность                                                                 | Примечание |
| ------- | ---------------------------- | ---------------- | ------------------- | ------------------------------------------------------------------------- | --- |
|         | Геворк Саркисович Алиханян   | декабрь 1920     | апрель 1921         | Первый секретарь ЦК КП(б) Армении                                         | Расстрелян 13 февраля 1938 года                                                                                         |
|         | Сергей Лукьянович Лукашин    | 1921             | апрель 1922         | Первый секретарь ЦК КП(б) Армении                                         | Расстрелян в 1937 |
|         | Ашот Гарегинович Иоаннисян   | 1922             | 1927                | Первый секретарь ЦК КП(б) Армении                                         | Исключен из ВКП(б) 13 июля 1937. Был репрессирован. В 1943 году выпущен из тюрьмы. В 1954 году полностью реабилитирован |
|         | Гайк Александрович Осепян    | 1927             | 1928                | Первый секретарь ЦК КП(б) Армении                                         | Расстрелян в 1937 |
|         | Айказ Аркадьевич Костанян    | апрель 1928      | май 1930            | Первый секретарь ЦК КП(б) Армении                                         | Расстрелян в 1937 |
|         | Агаси Гевондович Ханджян     | май 1930         | 10 июля 1936        | Первый секретарь ЦК КП(б) Армении                                         | |
|         | Аматуни Семенович Вартапетян | 1936             | 1937                | Первый секретарь ЦК КП(б) Армении                                         | Расстрелян 28 июля 1938 года                                                                                            |
|         | Григорий Артемьевич Арутинов | 23 сентября 1937 | 28 октября 1953     | Первый секретарь ЦК КП(б) Армении C 1952 — Первый секретарь ЦК КП Армении | |
|         | Сурен Акопович Товмасян      | ноябрь 1953      | 28 декабря 1960     | Первый секретарь ЦК КП Армении                                            | |
|         | Яков Никитович Заробян       | 28 декабря 1960  | 5 февраля 1966      | Первый секретарь ЦК КП Армении                                            | |
|         | Антон Ервандович Кочинян     | 5 февраля 1966   | 27 ноября 1974      | Первый секретарь ЦК КП Армении                                            | |
|         | Карен Серобович Демирчян     | 27 ноября 1974   | 21 мая 1988         | Первый секретарь ЦК КП Армении                                            | |
|         | Сурен Гургенович Арутюнян    | 21 мая 1988      | 5 апреля 1990       | Первый секретарь ЦК КП Армении                                            | |
|         | Владимир Мигранович Мовсесян | 5 апреля 1990    | 4 августа 1990      | Первый секретарь ЦК КП Армении                                            | |
|         | Левон Акопович Тер-Петросян  | 4 августа 1990   | 16 октября 1991     | Председатель Верховного Совета Армянской ССР/Республики Армения           | Впоследствии — первый президент Республики Армения                                                                      |